# Combat Records
Combat Records bylo nezávislé americké hudební vydavatelství původem z New Yorku. Zaměřovalo se zejména na heavy metal a punk rock; spolupracovalo s kapelami Megadeth, Nuclear Assault, Death, Exodus, Circle Jerks, Agnostic Front a dalšími. Zaniklo v 90. letech poté, co ho koupilo vydavatelství Relativity Records, spadající pod Sony Records. V roce 2017 ho baskytarista Megadeth David Ellefson a americký hudebník Thom Hazaert obnovili jako součást Ellefsonova vydavatelství EMP Label Group.

## Bývalí interpreti Combat Records
| - Abattoir - The Accüsed - Agent Steel - Agnostic Front - Agony - At All Cost - Blind Illusion - Carcass - Charged G.B.H. - C.I.A. - Circle Jerks - Corrosion of Conformity - Crumbsuckers - Cyclone Temple - D.B.C. - Dark Angel - Death - Deathrow - Devastation | - Entombed - The Exploited - Exodus - Faith or Fear - Forbidden - Forced Entry - Godflesh - Have Mercy - Heathen - Helstar - Impaler - Look What I Did - Ludichrist - Megadeth - Mercyful Fate - Morbid Angel - Murder in the First - Murphy's Law - Napalm Death | - Nuclear Assault - Oz - Possessed - Powermad - Running Wild - The Rods - Thrasher - TKO - Tokyo Blade - Savatage - Steve Vai - Sweet Pain - Venom - Virus - Zoetrope |